# Fot (runristare)

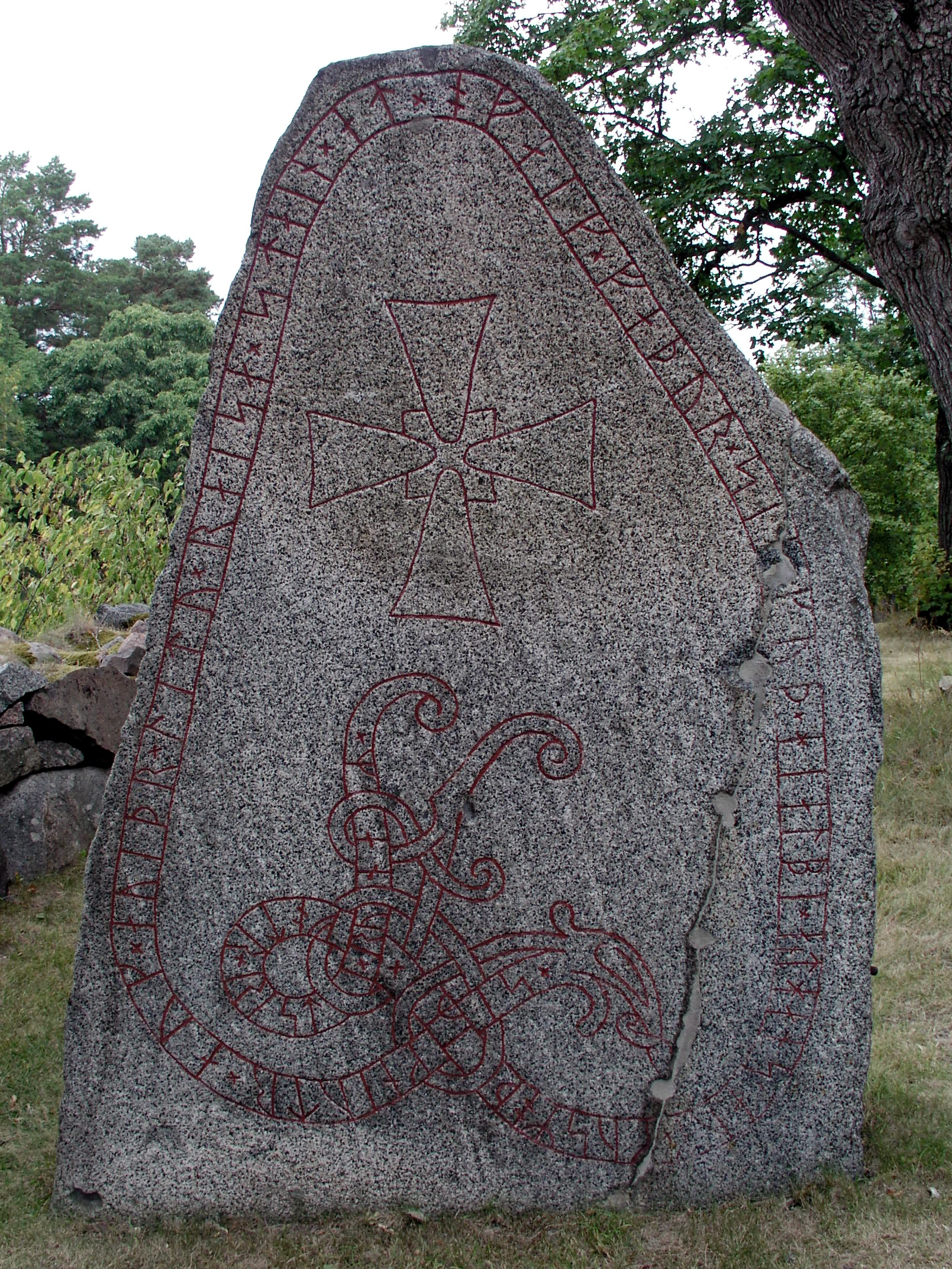
En av de runstenar, U 945 utanför Danmarks kyrka, som Fot signerat.

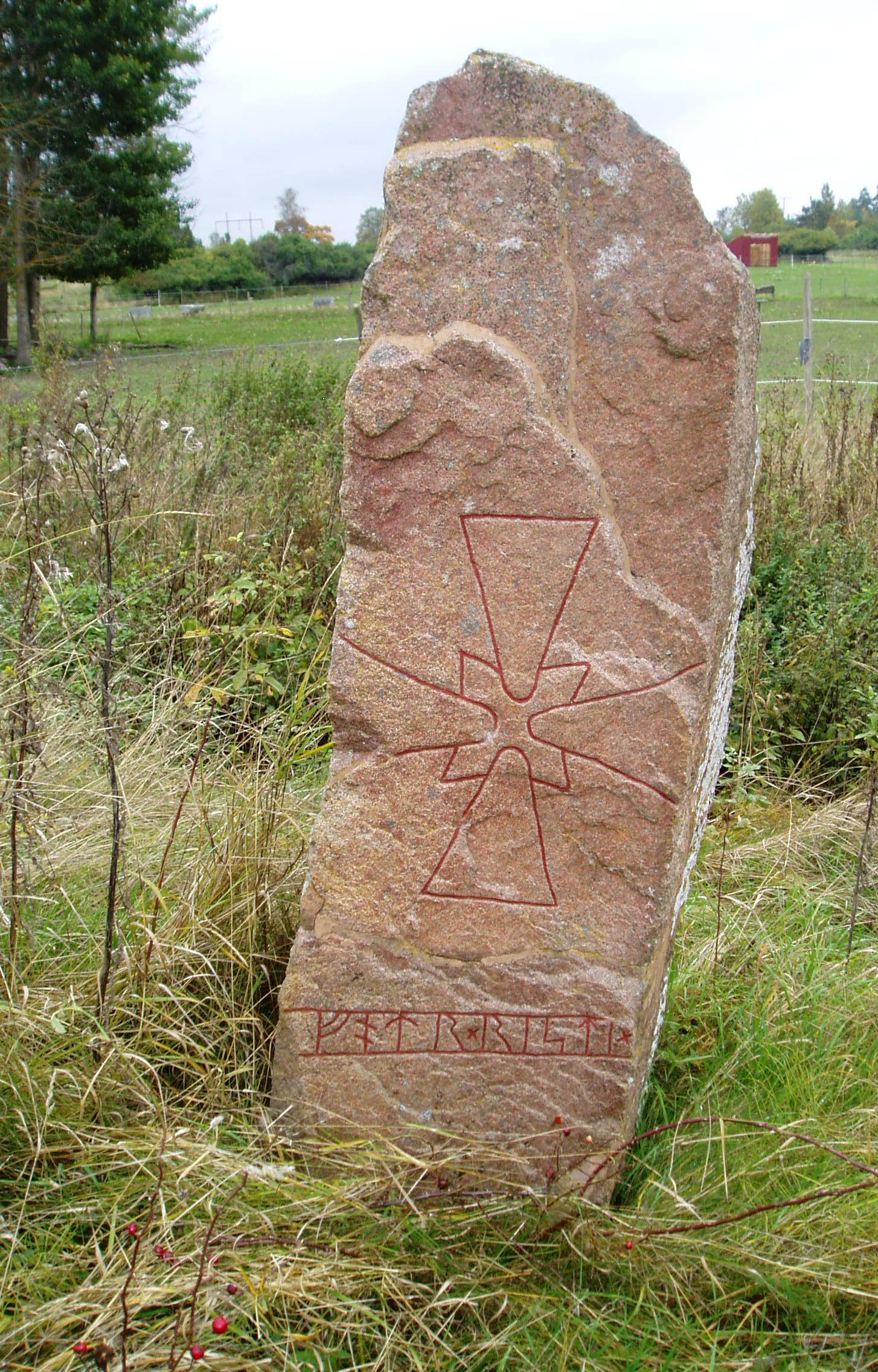
U 268, signerad "Fot ristade".

Fot var verksam som runristare i mellersta Sverige kring 1000-talets mitt.
Han har efterlämnat flera arbeten i Uppland men endast ett fåtal är signerade. Av dessa att döma var han en mycket erfaren och stilsäker runristare. Genom stil, ornamentik och ortografi har man dock attribuerat ett femtiotal runstenar till honom. Kännetecknande för Fot är den danska runraden, de horisontella runbanden och hans speciella typ av standardkors. En av de mest berömda runstenarna är den från Skokloster, där Tord i Byr, den av Johannes Bureus påstådda förfadern till Bureätten, står omnämnd.
De signerade runstenarna finns främst i sydöstra Uppland. Av stilen på hans stenar att döma har han influerats av Åsmund Kåressons runstenar.
Runristare Torgöt uppger på U 308 att han var arvinge till Fot. Det är troligt att han varit Fots lärjunge och sannolikt även hans son. 

## Signerade ristningar
- U 167, Östra Ryds socken
- U 177, Stav, Roslags-Kulla socken, runsten
- U 268, som jämte U 267 och U 269 bildade ett monument i Harby, Upplands Väsby. U 269 flyttades på 1500-talet till Harby norrgården.[3]
- U 464, Edeby, Vassunda socken
- U 605 †, Stäksön, Stockholms-Näs socken, försvunnen runhäll
- U 638, Mansängen, Kalmar socken
- U 678, Skoklosters kyrka, Skoklosters socken, runsten
- U 945, Danmarks kyrka, Danmarks socken, runsten

## Attribuerade ristningar
- U 62, Spånga kyrka, Spånga socken, runsten
- U 127, nu vid Danderyds kyrka, stod ursprungligen i Jarlabankes bro, runsten
- U 255, Fresta kyrka, Fresta socken, runsten[4]
- U 256, Fresta kyrka, Fresta socken, runsten
- U 257, Fresta kyrka, Fresta socken, tillsammans med Torgöt Fotsarve, fragment
- U 267, Harby, Upplands Väsby, runsten
- U 269, Harby, Upplands Väsby, runsten
- U 329,[5] U 330,[6] U 331,[7] Snottsta, Markims socken
- U 390, Sigtuna
- U 412, Viby, Sigtuna kommun
- U 445, Bromsta, Odensala socken
- U 455, Näsbystenen, Näsby, Odensala socken, runsten
- U 459, Skråmsta, Haga socken
- U 460, Skråmsta, Haga socken
- U 463, vid Garnsvikens vattenled, nära sin ursprungliga plats
- U 471, vid St:a Birgitta kyrka, Knivsta socken
- U 624
- U 628
- U 660, Håtuna kyrka
- U 674, Skadevi, Häggeby socken
- U 804, Långtora socken, möjligen tillsammans med Torgöt
- U 874, Hagby kyrka,  Hagby socken, runsten
- U 899, Vårdsätra, Bondkyrka socken
- U 980, nu vid Gamla Uppsala kyrka, Uppsala socken, fragment